# Brandweervoertuig

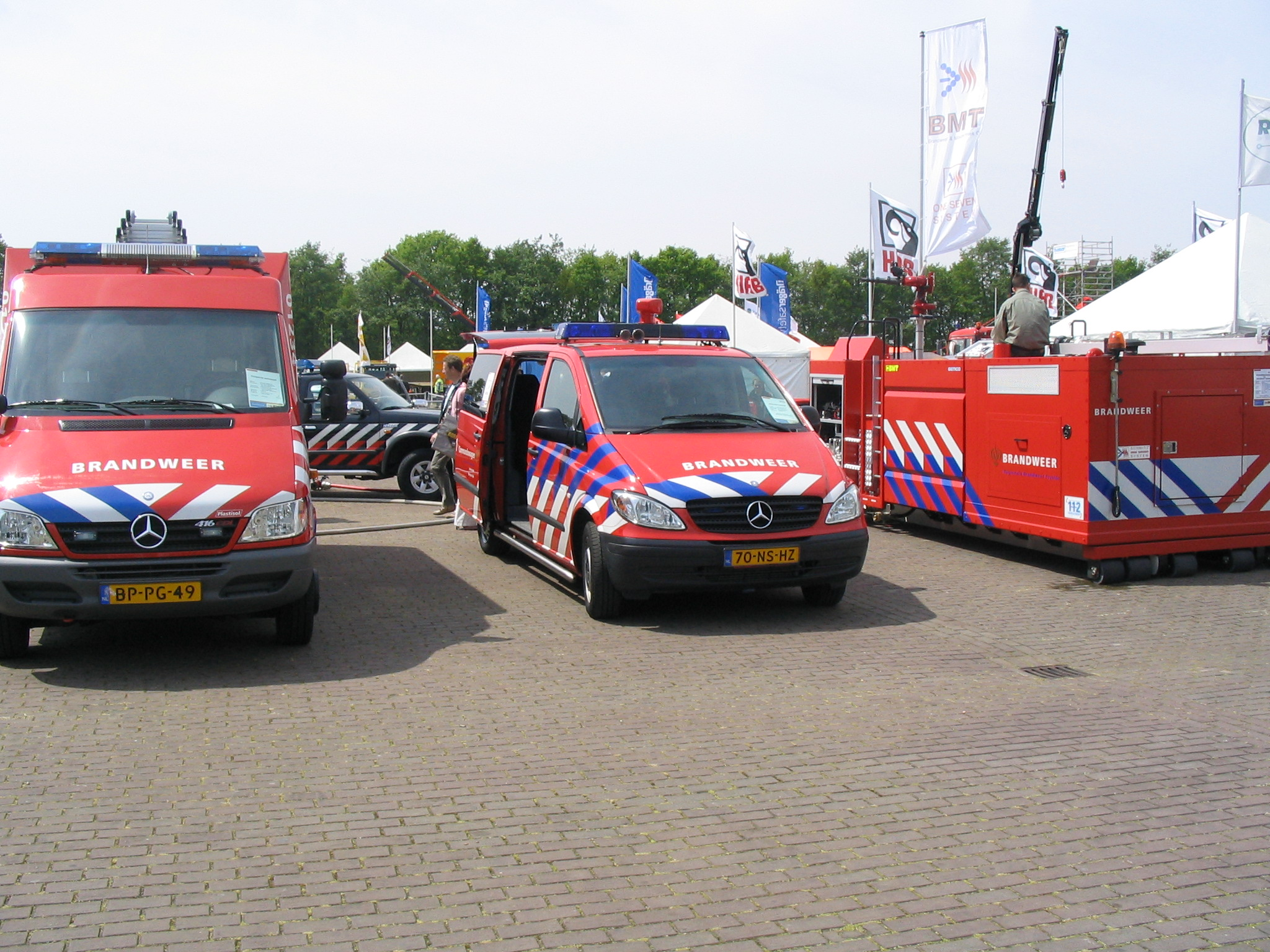
Twee voertuigen en een haakarmbak van de brandweer

De term brandweervoertuig is een verzamelnaam voor de verschillende typen voertuigen die de brandweer inzet bij brand, ongeval of calamiteit.

## Herkenbaarheid van het voertuig
De Nederlandse brandweer beschikt over een wagenpark dat vuurrood van kleur is (kleurcode RAL 3000). Daarnaast zijn de voertuigen voorzien van een striping die in Nederland ook wel BZK-striping wordt genoemd. In België geldt tegenwoordig als standaard de BVV-striping. Deze stripings zijn in het leven geroepen om de herkenbaarheid van de verschillende hulpverleningsdiensten te vergroten. Politiewagens en ambulances hebben een vergelijkbare striping, maar dan in een andere kleurstelling.
In Nederland zijn brandweervoertuigen voorzien van rondom zichtbare blauwe zwaailichten en een tweetonige hoorn.
Brandweervoertuigen van een bedrijfsbrandweer kunnen een andere kleur hebben, maar worden steeds vaker in de standaard kleur en striping uitgevoerd.

## Typen brandweervoertuigen
Hieronder volgen een aantal typen brandweervoertuigen die voor een specifieke taak zijn uitgerust.

### Tankautospuit en autospuit

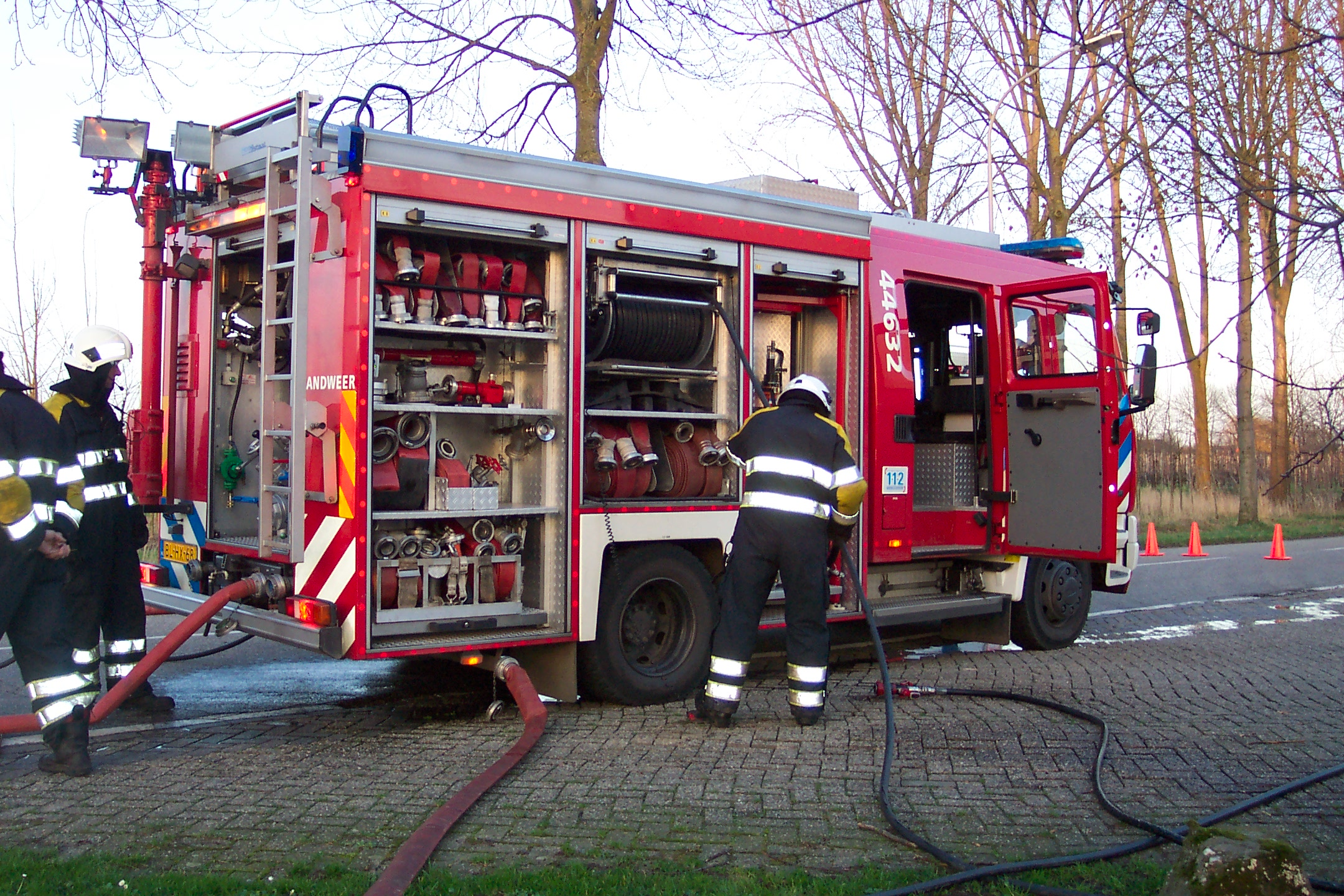
Tankautospuit

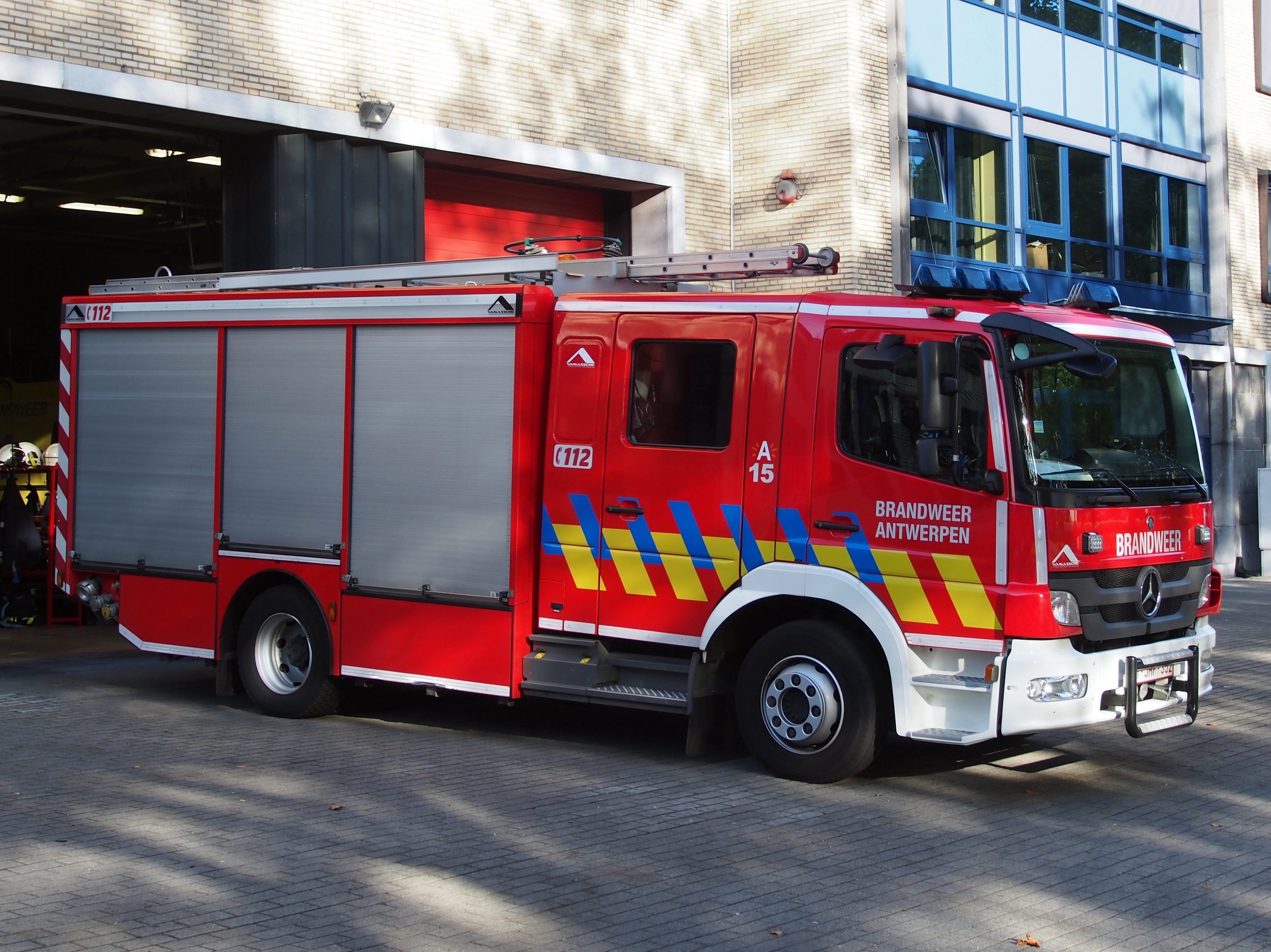
Zware autopomp van brandweerpost Antwerpen Linkeroever

Een tankautospuit (in België autopomp genoemd) heeft een ingebouwde pomp en een eigen watervoorraad van minimaal 1500 liter. Een autospuit is nagenoeg gelijk aan een tankautospuit, maar heeft dan geen tank of een tank met minder dan 1500 liter inhoud. Behalve een pomp heeft een (tank-)autospuit ook brandslangen en straalpijpen om de brand te bestrijden. De watertank wordt gebruikt bij de eerste aanval. Mocht dit onvoldoende zijn dan gaat men over op bijvoorbeeld de brandkraan of open water.
Naast de pomp en brandslangen bevinden zich in een (tank)autospuit ook ademluchttoestellen en toebehoren, communicatiemiddelen zoals een mobilofoon of portofoon en gereedschappen om een gebouw binnen te gaan dat is afgesloten.
In het algemeen is er aan boord plaats voor een standaardploeg van zes man. Te weten: bevelvoerder, chauffeur/pompbediener, aanvalsploeg (2 man) en de waterploeg (2 man).
Over het algemeen wordt een (tank-)autospuit gezien als een basisvoertuig binnen de brandweer.
Behalve dat deze wagen is uitgerust voor brandbestrijding, heeft hij ook meestal gereedschappen voor technische hulpverlening bij zich, zoals een hydraulische spreider en schaar, om bijvoorbeeld slachtoffers uit een autowrak te bevrijden.

### Autoladder en hoogwerker

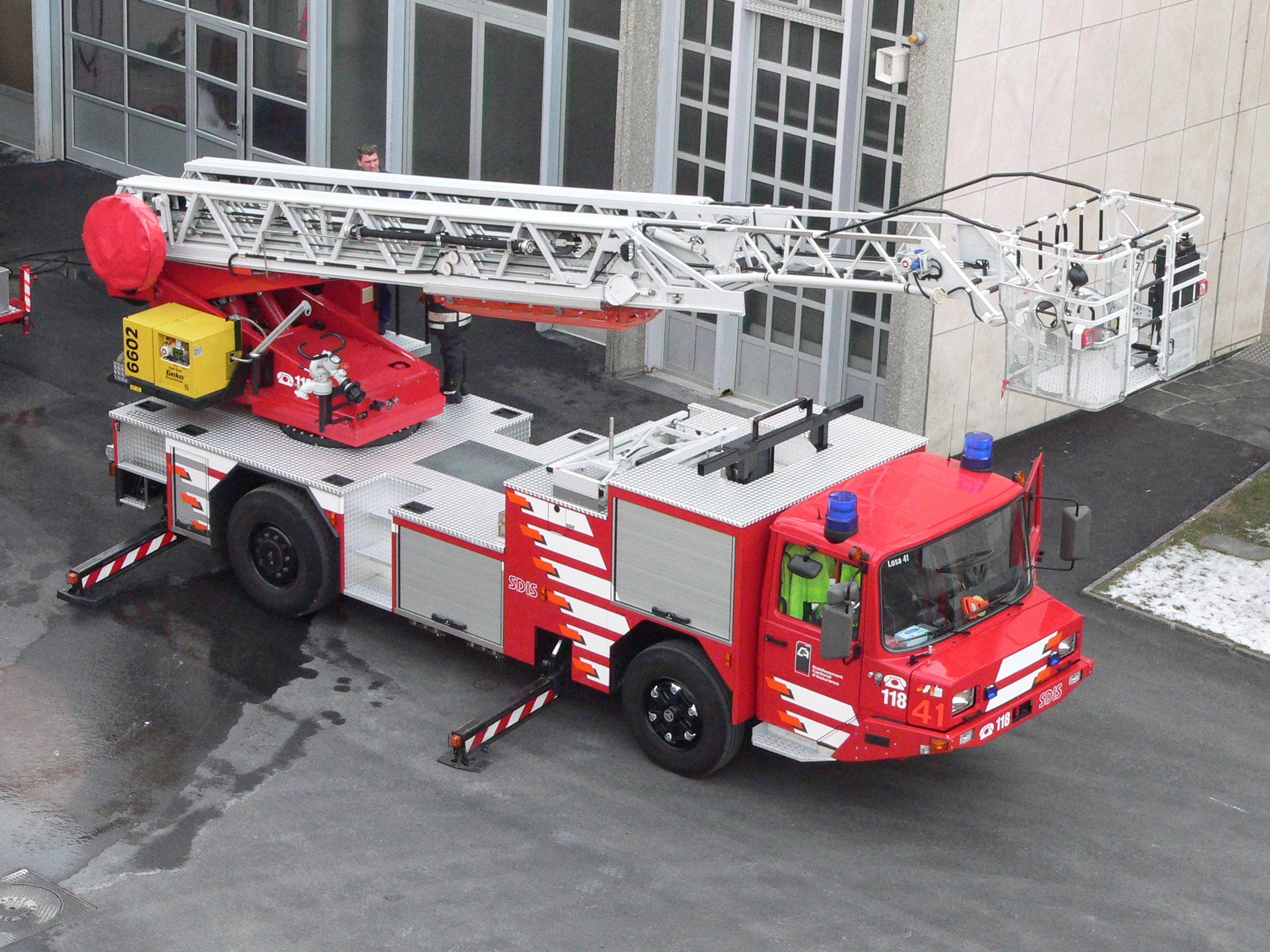
Autoladder

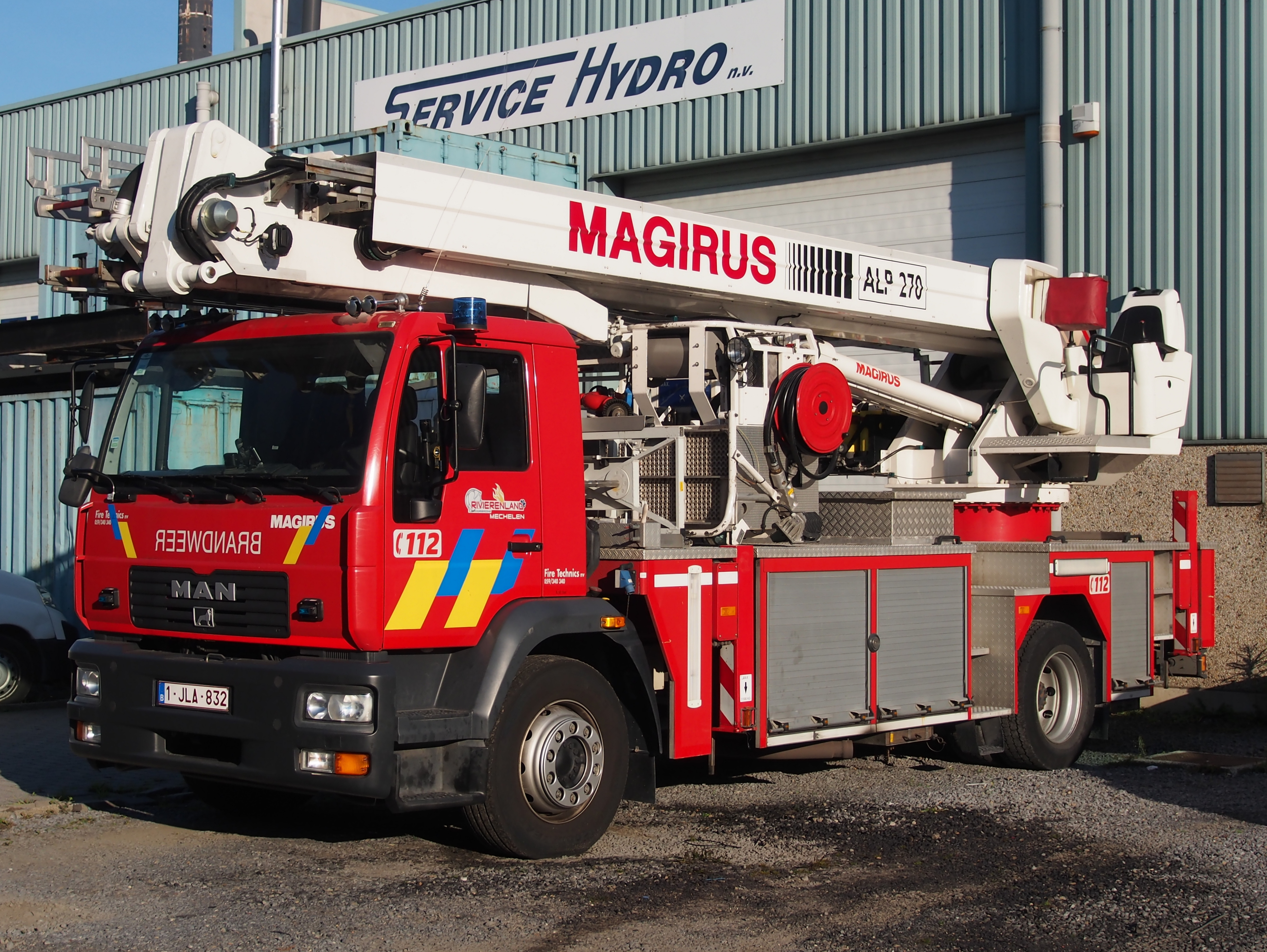
Hoogwerker van brandweerpost Mechelen

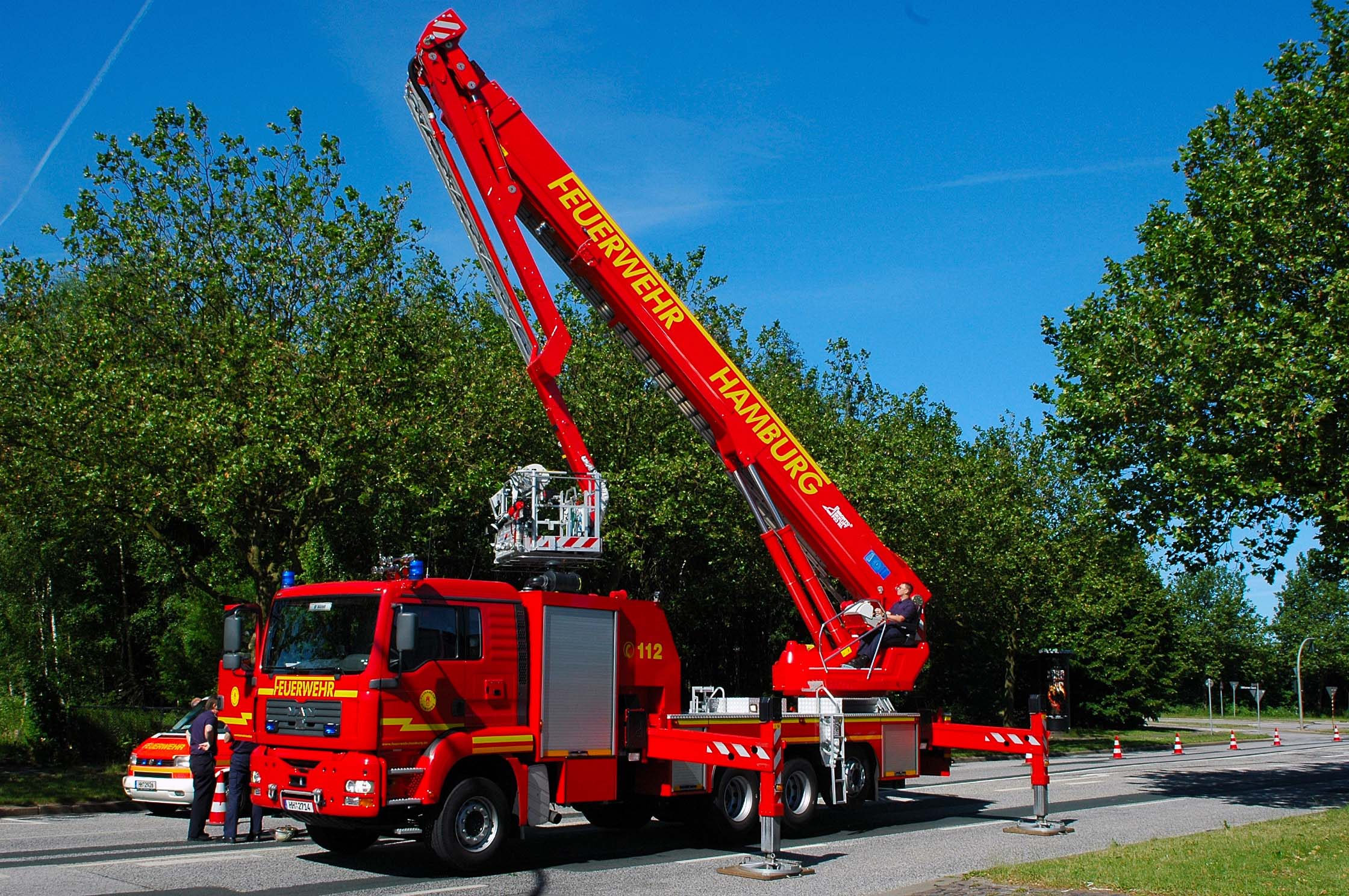
Hoogwerker uit het Duitse Hamburg

Een autoladder heeft een uitschuifbare ladder waarmee mensen uit een hoog gebouw kunnen worden gehaald of brandweerlieden naar een hogere etage kunnen worden gebracht. Tegenwoordig is deze vaak uitgerust met een korf. Aan de korf kan men een brancarddrager monteren, zodat moeilijk te vervoeren patiënten, of patiënten die horizontaal vervoerd moeten worden uit moeilijk bereikbare plaatsen getransporteerd kunnen worden. Een hoogwerker kan dit ook en er zijn brandweerkorpsen die de beschikking over een hoogwerker hebben. De verzamelnaam voor autoladders en hoogwerkers is redvoertuigen.

### Hulpverleningsvoertuig
Een hulpverleningsvoertuig (HV) bij de brandweer wordt ingezet bij alle soorten hulpverlening, deze wagen moet men dan zien als een rijdend magazijn en wordt meestal samen ingezet met de tankautospuit.
De bemanning bestaat uit twee personen.
Bij de Nederlandse brandweer wordt er onderscheid gemaakt in typen hulpverleningsvoertuigen: HV type 1, type 2 en type 3.
Het verschil zit in de bepakking, waarbij de HV type 1 het meest uitgebreid is qua uitrusting. Dit voertuig heeft een eigen hydraulische kraan.
De HV type 3 wordt vooral ingezet als snel interventie voertuig, waarbij dit type hulpverleningsvoertuig alleen een basale uitrusting kent. De meeste brandweerkorpsen in Nederland maken gebruik van de HV type 2. Dit voertuig is grotendeels gelijk aan HV type 1, met uitzondering van een aantal grote voorwerpen zoals de hydraulische kraan.
Vaak hangt de keuze af van het type HV van het verzorgingsgebied van het voertuig. Een HV type 1 wordt vaak regionaal ingezet, terwijl HV typen 2 en 3 door de gemeentebrandweer worden ingezet.
Sommige brandweerkorpsen kiezen ervoor om de HV met elke hulpverlening te laten meerijden, andere doen dat alleen als er bijvoorbeeld bij verkeersongelukken meerdere voertuigen betrokken zijn of als er bijvoorbeeld vrachtwagens bij een ongeval betrokken zijn, de HV kan dan uitkomst bieden met zijn extra zware gereedschappen.
Gereedschappen die men kan tegenkomen op een HV zijn: extra zware spreider, schaar en ram, hefkussens, een stelling, aggregaat met verlichting, klokpomp, motorkettingzaag, slijpschijf, waterstofzuiger, schep- en reddingsbrancard en uitgebreide EHBO-uitrusting.

### Schuimblusvoertuig

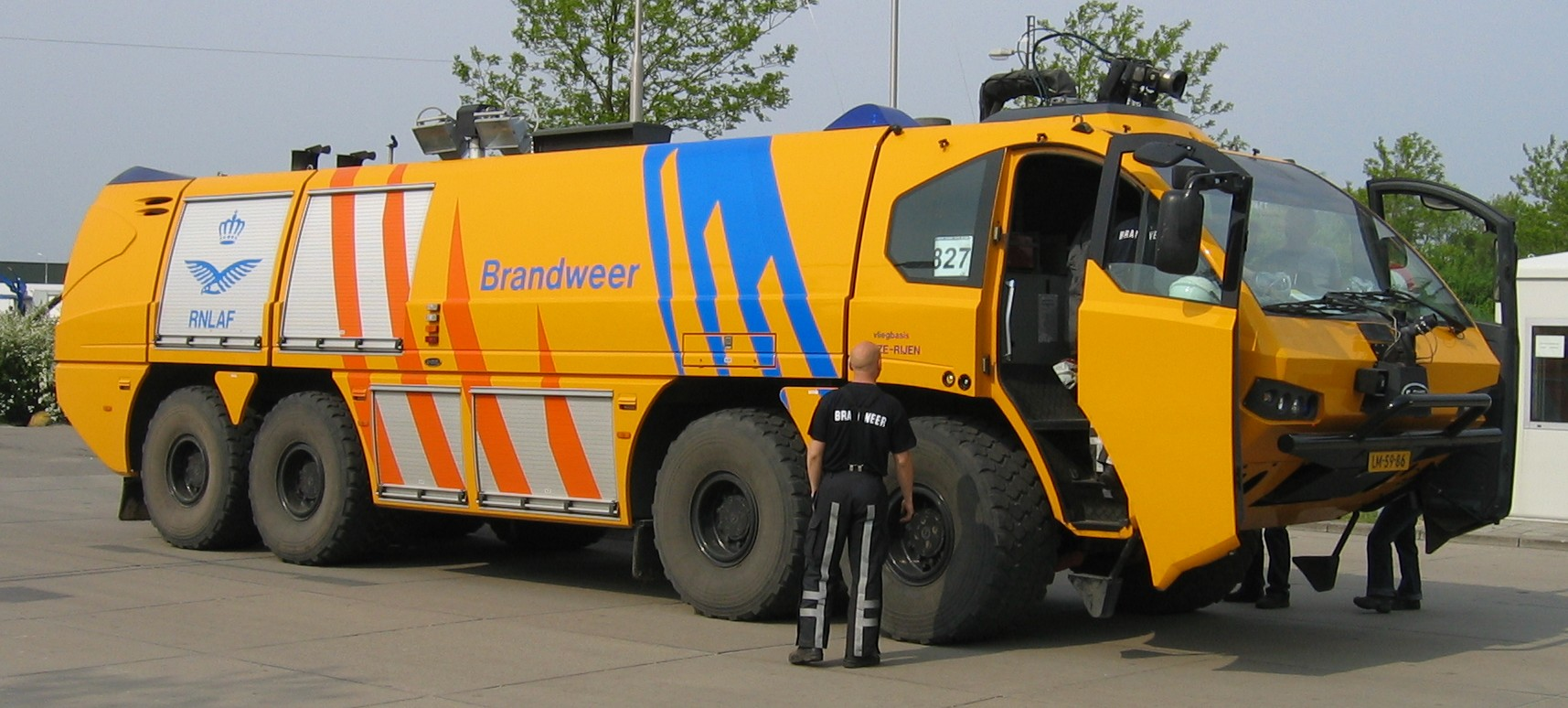
E-One crashtender van de Koninklijke Luchtmacht

Dit type brandweerauto wordt met name ingezet op plaatsen waar een brandbare vloeistof over een groot oppervlak kan branden (zoals bij olieraffinaderijen of vliegvelden). Een te richten dakmonitor (of schuimkanon) kan een grote hoeveelheid schuim over de vloeistof spuiten om de vloeistof af te dekken, waardoor die geen contact meer kan hebben met de zuurstof in de buitenlucht.
Een schuimbluswagen die ingezet wordt op vliegvelden wordt ook wel een crashtender genoemd

### Verbindings- en Commandowagen

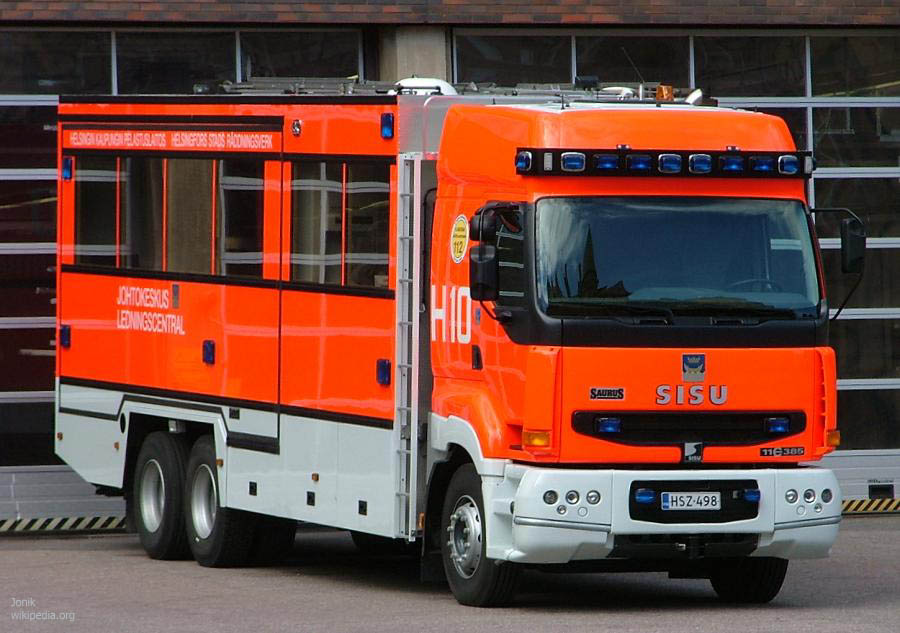
Commandopost (Finland)

Bij grote ongevallen en calamiteiten maar ook bij andere bijzondere omstandigheden wordt een Verbindings- en Commandovoertuig ingezet. Van hieruit wordt de hulpverlening op operationeel en strategisch niveau gecoördineerd en worden verbindingen onderhouden met de ter plaatse aanwezige eenheden.

### Haakarmvoertuig

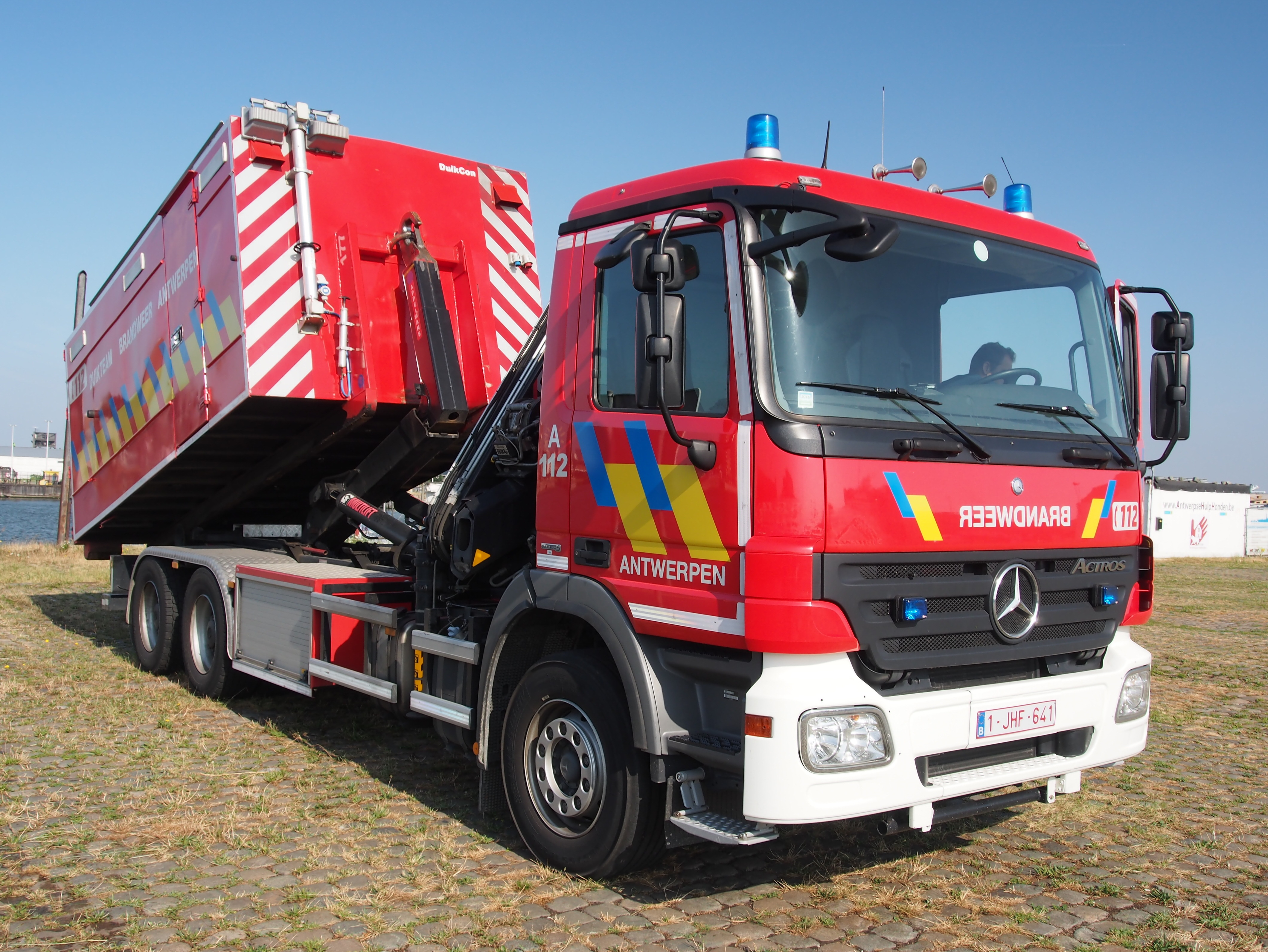
Haakarmwagen van brandweerzone Antwerpen

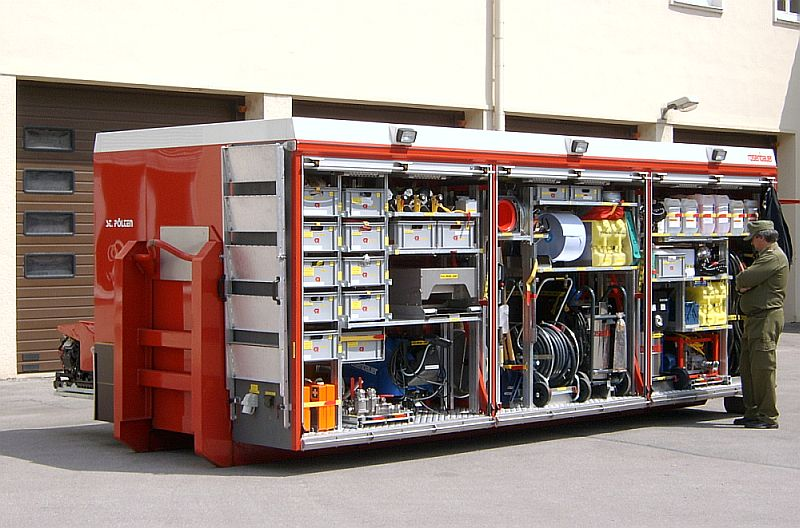
Ontsmettingshaakarmbak uit Oostenrijk (St. Pölten)

Omdat de taken van de brandweer zeer uiteenlopend zijn is het onpraktisch om alle benodigde zaken op vrachtwagens te plaatsen. Daarom hanteren diverse landen in Europa, systemen met haakarmvoertuigen en containers. Het haakarmvoertuig is in staat om de standaard containers via de haakarm op het voertuig te trekken en op de plaats van bestemming neer te zetten.

## Geschiedenis van het brandweervoertuig

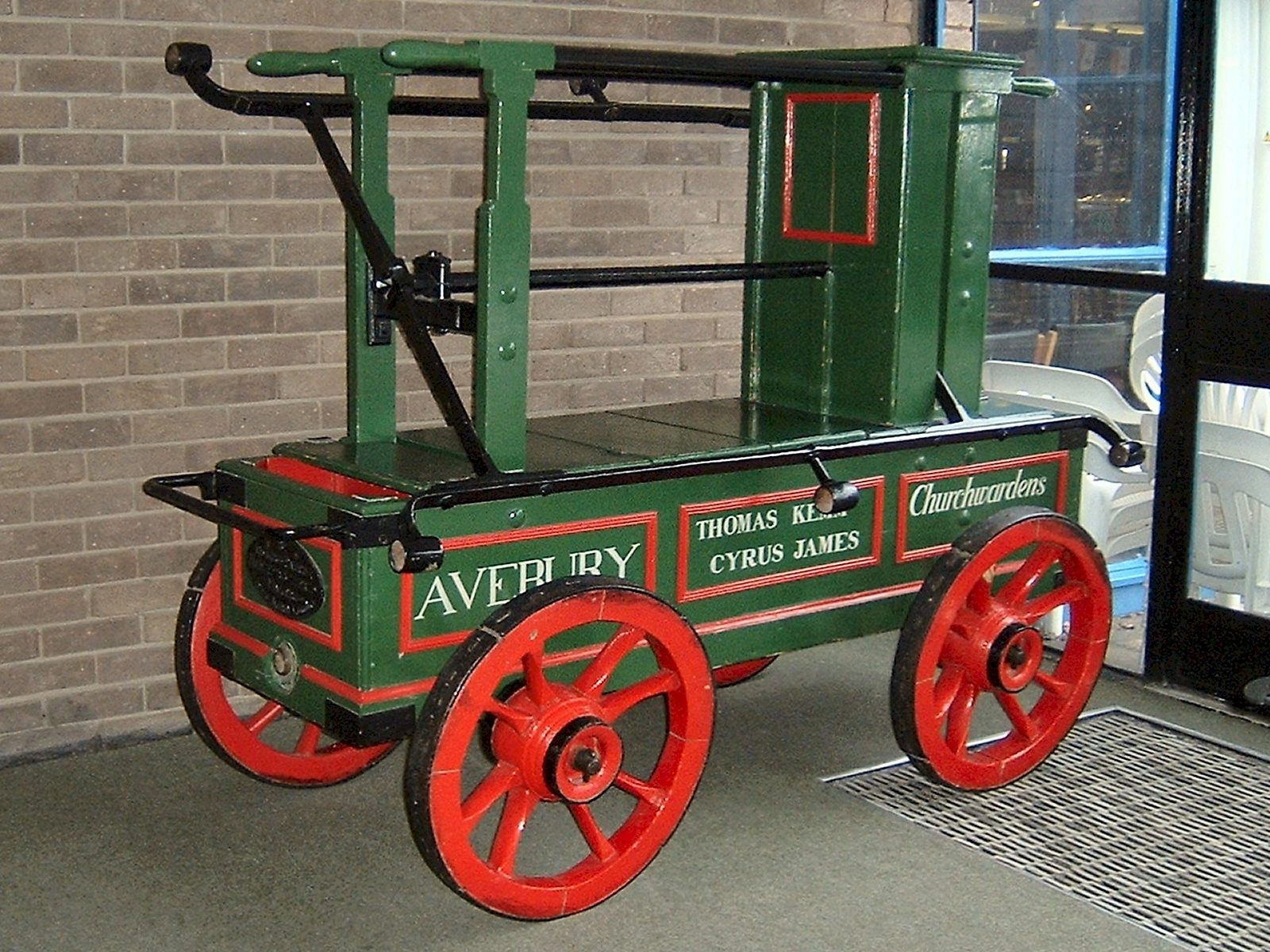
verrijdbare handpomp

De voorlopers van het brandweervoertuig waren emmers die via een menselijke ketting werden doorgegeven en pompen die door middel van handkracht werden bediend.
Jan van der Heyden verbeterde de brandweerpomp reeds in 1672.
Om ze snel naar de brand te kunnen vervoeren waren er wielen onder gemonteerd. Ze werden met de hand en later door middel van paardentractie door de straten voortbewogen. Het model op de foto werd bediend door ten minste 4 man: twee aan weerskanten. Die moeten om beurten een houten hendel omlaag trekken. De pomp bestaat uit leren zakken in een houten bak. Links op de foto, in het midden van de wagen, is het aansluitpunt voor een slang te zien. Uiteindelijk zijn de handpompen vervangen door een door stoom aangedreven voertuig. De ontwikkeling van de auto leidde tot verdere mechanisering van de brandweer.

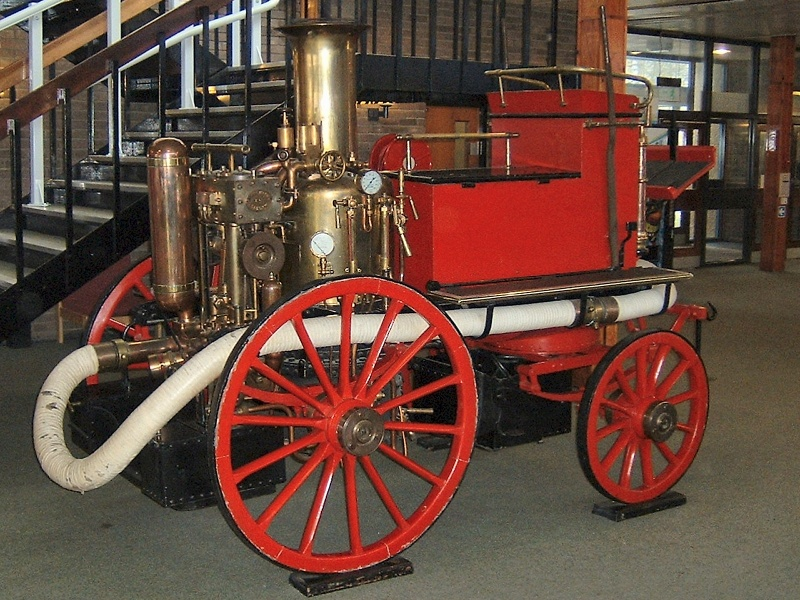
Door stoom aangedreven brandspuit